# Rybník Růže
Rybník Růže je přírodní památka severovýchodně od Dobré Vody u Číměře v okrese Jindřichův Hradec v Jihočeském kraji. Tvoří ji stejnojmenný rybník s přilehlým lesem a výskytem vzácných rostlin (leknín bělostný) a živočichů (vážky, obojživelníci).

## Historie
Chráněné území vyhlásil Krajský úřad Jihočeského kraje v kategorii přírodní památka s účinností od 27. května 2022. V roce 2009 bylo území vyhlášeno jako evropsky významná lokalita Rybník Růže s rozlohou 2,1 hektaru.
Od začátku 21. století rybník obhospodařuje Rybářství Kardašova Řečice, které v něm chová především lína a přibližně jednou za pět let v rybníku vysahuje větší množství kapra a amura. Výlov se koná obvykle na jaře společně s níže položeným rybníkem Panoš.

## Přírodní poměry
Přírodní památka s rozlohou 4,62 hektaru leží v nadmořské výšce 601–605 metrů v katastrálním území Dobrá Voda u Číměře v Javořické vrchovině. Nachází se přibližně 1,3 kilometru severovýchodně od Dobré Vody.

### Abiotické poměry
Geologické podloží tvoří dvojslídná žula číměřského typu, kterou v údolích překrývají pleistocenní a holocenní písky. Na nich se v nivě potoka vyvinul půdní typ glej histický a v širším okolí podzol nebo kambizem dystrická. V geomorfologickém členění Česka přírodní památka leží v Javořické vrchovině, konkrétně v jejím podcelku Novobystřická vrchovina a okrsku Vysokokamenská vrchovina. Pro ni je charakteristický zvlněný povrch se širokými údolími.
Údolím protéká drobný potok, který napájí několik rybníků a východně od Dobré Vody se vlévá do Dolního Panského rybníka. Z něj voda odtéká do Lhotského potoka, který je přítokem Koštěnického potoka, a patří tedy k povodí Lužnice.
V rámci Quittovy klasifikace podnebí se přírodní památka nachází v mírně teplé oblasti MT7, pro kterou jsou typické průměrné teploty −2 až −3 °C v lednu a 16–17 °C v červenci. Roční úhrn srážek dosahuje 650–750 milimetrů, počet letních dnů je třicet až čtyřicet, mrazových dnů 110–130 a sníh v ní leží šedesát až osmdesát dnů v roce. Východně od rybníka oblast přechází do mírně teplé oblasti MT3.

### Flóra
Ze vzácných a ohrožených druhů rostlin v rybníku před vyhlášením ochrany v malém množství rostly leknín bělostný (Nymphaea candida), bublinatka jižní (Utricularia australis), v litorálním pásmu mochna bahenní (Potentilla palustris) a roztroušeně v otevřených mokřadech také kozlík dvoudomý (Valeriana dioica). V severní části území roste les. Ochranná opatření směřují k omezení jeho šíření na mokřadní stanoviště.

### Fauna
Předmětem ochrany jsou také druhy hmyzu, obojživelníků a ptáků. Z hmyzu byly pozorovány menší populace vážky jasnoskvrnné (Leucorrhinia pectoralis) a šídlatky tmavé (Lestes dryas). Stálou populaci v přírodní památce má vážka tmavá (Sympetrum danae). Před vyhlášením chráněného území v porostu orobince hnízdil jeden pár potápky malé (Tachybaptus ruficollis), ale malá rozloha rybníka neumožňuje život větší hnízdní populace.
Rybník a jeho okolí jsou vhodným biotopem pro obojživelníky. Stabilní populaci zde má čolek obecný (Lissotriton vulgaris) a menší populaci s desítkami jedinců také čolek velký (Triturus cristatus). Z žab je doložen výskyt ropuchy obecné (Bufo bufo), skokana hnědého (Rana temporaria), skokana štíhlého (Rana dalmatina), skokana krátkonohého (Pelophylax lessonae), skokana zeleného (Pelophylax esculentus) a rosničky zelené (Hyla arborea), jejíž populaci zde tvoří řádově stovky jedinců.

## Ochrana přírody
Kromě ohrožených druhů rostlin a živočichů jsou předmětem ochrany společenstva rašelinných mokřadních olšin, mokřadních olšin s ostřicí ostrou a skřípinou lesní, vegetace vysokých ostřic v litorálu mezotrofních stanovišť, vegetace oligotrofních stojatých vod s ostřicí zobánkatou, vodní vegetace chladnějších oblastí s rdestem vzplývavým a porostu bublinatky jižní. Cílem ochrany je udržení populace leknínu bělostného a dalších druhů rostlin vázaných na extenzivně využívané rybníky.